# Ilija Garašanin
Ilija Garašanin (cirill betűkkel: Илија Гарашанин, Garaši, 1812 január 28. – Grocka, 1874, június 22.) szerb államférfi volt, aki 1852 és 1853 között, majd 1861 és 1867 között Szerbia miniszterelnöke volt. A belpolitikában konzervatív nézeteket vallott. Úgy vélte, hogy a bürokrácia az egyetlen módja az adminisztráció működésének. A külpolitikában ő volt az első jugoszlávpárti államférfi a szerbek között. Úgy vélte, hogy egy nagy jugoszláv államnak meg kell őriznie függetlenségét Oroszországtól és Ausztriától egyaránt. A 19. század egyik legbefolyásosabb szerb politikusa volt.

## Ifjúkora
Ilija Garašanin a közép-szerbiai Šumadija régióban fekvő Garašiban született, Milutin Savić (becenevén "Garašanin") szerb üzletember és forradalmár, a Nemzeti Tanács tagja, és Pauna Loma gyermekeként. Édesanyja az első és második szerb felkelés egyik vezérének, Arsenije Lomának a nővére volt. Apai nagyapja, Sava "Saviša" Bošković Montenegróból érkezett Garašiba, apai dédapja, Vukašin Bošković pedig a bjelopavlići Bošković közösség kenéze volt.
Ilija magántanároknál tanult, majd görög iskolába járt Zimonyban, és egy ideig németül is tanult a szlavóniai Raholcán. Később apjának segített az üzleti életben. Milos szerb fejedelem kormányzati feladatokkal látta el, vámhivatalnoknak nevezte ki előbb a dunaparti Višnjicába, majd később Belgrádba. Miután a reguláris hadseregben szolgált, Milos fejedelem 1837-ben ezredessé léptette elő, majd a reguláris hadsereg és a katonai rendőrség parancsnoka volt.

## Politikai tevékenysége
Édesapja az „Alkotmányvédők” (Ustavobranitelji) hatalmi csoport tagja volt, akiknek 1839-ben sikerült megdönteniük az Obrenović-házi Milos fejedelem hatalmát, és helyére Karađorđević Sándort tették meg fejedelemnek, aki az első szerb felkelés vezetőjének, a Milos Obrenović által 1817-ben meggyilkolt Karađorđének a fia volt. Apját és bátyját 1842-ben ölték meg a Mihály fejedelem elleni lázadásokban. Toma Vučić-Perišić, apja kollégája, az akkori belügyminiszter, Iliját nevezte ki helyettesének, aki 1843-ban Tomát Oroszországba száműzte, és ő lett az új belügyminiszter.

## A „Načertanije”
Garašanin az államközi kapcsolatonban követendő prioritásokat a legvilágosabban az 1844-es Načertanije ("A tervezet") című munkájában fejtette ki. Ez a tervezet vezérelte politikáját pályafutása során, de összességében soha nem valósították meg. A „Načertanije” egy 19. századi nyilatkozat a szerb nemzetről és annak létfontosságú érdekeiről, valamint a nagyszerb államra való törekvések gyökereiről.  A dokumentumra Milan Milićević szerb történész hivatkozott először nyilvánosan egy 1888-as könyvében, de akkoriban csak kevesen ismerték, és 1906-ig kiadatlan maradt. Mivel a „Načertanije” 1906-ig titkos dokumentum volt, köznépi szinten nem befolyásolhatta a nemzettudatot, legalábbis a 19. században nem.
Bár egy államférfi és politikus írta, aki a szerbek és új fejedelemségük szükségleteit vetette papírra, Garašanint erősen befolyásolták a lengyel „emigráns” Adam Jerzy Czartoryski és tanácsadói szélesebb körű nézetei, valamint a francia és a brit nemzethez és államisághoz való viszonya. Ideológiailag Garašanin a „Načertanije” című művében egyesíti a német és francia nemzetmodelleket, miközben politikailag megpróbálja egyensúlyba hozni a szerb állam akkori érdekeit az akkori demográfiai adatokkal (tény, hogy sok szerb akkoriban még az oszmán és az osztrák-magyar birodalom igája alatt élt) és Szerbia múltbeli, középkori birtokaival (azaz a mai Koszovóval és Metohijával, valamint Macedóniával).
Valószínűleg a szerb határok kiterjesztésének gondolata mögött inkább a jugoszlávizmus, illetve a szerb nacionalizmus volt az uralkodó érvelés. A „Načertanije” Czatoryski és belgrádi cseh megbízottja, František Zach „A terv” programjának Garašanin javasolta átdolgozott változata volt. Zach 1843 decemberében mutatta be Garašaninnak regionális politikai tervét, amely a a délszláv területek (Horvát-Szlavónország, Dalmácia, Bulgária, Bosznia-Hercegovina, valamint a szlovén területek) Szerbia általi egyesítése volt, mely alapot teremtett a szerbek ellenállásához mind az orosz, mind az osztrák befolyással szemben. Zach tervének maga alkotta revíziójában Garašanin a középkori szerb birodalom újjáépítését és a „szerb földek” (Bosznia-Hercegovina, Montenegró, Észak-Albánia, Dalmácia egyes részei és a Habsburg katonai határőrvidék) egyesítését képzelte el a többi délszláv nép (horvátok és bolgárok) szerb dinasztia alatti egyesülési tervével.
Az alapötlet a délszláv területek felszabadítása és egyesítése volt, Szerbia pedig a délszlávok „piemontjának” szerepét játszotta volna. Garašanin azonban a szélesebb körű nemzeti egyesülés gondolatát nem terjesztette elő, amely az oszmán és a Habsburg birtokok szerbjeit is felölelte volna. Úgy értékelte, hogy Szerbia kicsisége miatt jövőbeli biztonsága veszélybe kerülne az akkori nemzetközi rendszerben. Szerbia bővítéssel történő megerősítése volt az elsődleges cél, és ezt a szomszédaival való szövetséggel és az összes szerb beillesztésével lehetett elérni. Garašaninnak, hogy sikeresen elérje ezt a célt, mérlegelnie kellett az Oszmán Birodalom küszöbön álló összeomlását, az európai nagyhatalmak geostratégiai érdekeit és a Szerbiát körülvevő lakosság identitását. Nem volt egyetlen stratégiája az összes szomszédos tartományra vonatkozóan. Úgy tűnik, stratégiája attól függött, hogy gondolta-e, hogy egy társadalmi kérdésnek van-e vagy nincs nemzeti identitása. Ennélfogva a nem nemzeti identitású katolikus és muszlim délszláv lakosságot kellett asszimilálni a szerb nemzetbe, ahol nemzeti tudatú bolgár lakosságot külön nemzetként ismerték el.

## Politikája
A szerb politikusok közül 1848-ban, mind Szerbia, mind a szomszédos államok nemzeti problémáit illetően, Garašanin nézetei voltak nemcsak a legnagyobb szabásúak, hanem a legrealistábbak is. A török elleni nagy felkelések ideje ekkor már lejáróban volt, a törökökkel szembeni harcot pedig a nemrég létrejött balkáni államok vállalták. Garašanin felismerte, hogy ezt a szerepet egy modern – legalábbis Szerbia és a Balkán számára modern – bürokratikus, jellegéből adódóan kemény, önkényes és erőszakos rezsim is felvállalhatná. Arról volt szó, hogy a nemrég felszabadult, a kaotikus orientációjú, és még mindig öntörvényű és dacos balkáni népekre egy európai modellt helyezne. A modell azért volt megfelelő, mivel egyesítette volna ezeket a népeket, és bizonyos mértékig rendet és stabilitást biztosított volna számukra.
Közvetlenül a krími háború kitörése előtt Garašanin egy másik dilemmával is szembesült, amely nagyságában megegyezett az előzővel (az 1848-as forradalommal és szabadságharccal, amely a Habsburg Birodalomban zajlott). 1853-ban külügyminiszterként Garašanin határozottan ellenezte, hogy Szerbia csatlakozzon Oroszországhoz az Oszmán Birodalom és a nyugati hatalmak elleni háborúban. Oroszellenes nézetei miatt Mensikov herceg, 1853-os konstantinápolyi missziója során végérvényesen követelte Sándor szerb fejedelemtől Garašanin leváltását, azonban, bár elbocsátották, személyes befolyása az országban biztosította Szerbia semlegességét a krími háború idején. Franciaországban megbecsülésnek örvendett, és neki köszönhető, hogy Franciaország a párizsi békekonferencián (1856) támogatta, hogy az 1839-es a régi alkotmányt, amelyet Törökország hűbérúrként, Oroszország pedig védelmezőként biztosított Szerbiának, egy modernebb és liberálisabb alkotmány váltsa fel, amelyet egy európai nemzetközi bizottság határoz meg, de végül a nagyhatalmak egyetértését ehhez nem sikerült biztosítani.
Garašanin arra késztette Sándort, hogy hívja össze a nemzetgyűlést, amelyet akkor már tíz éve nem hívtak össze. A nemzetgyűlést 1858-ban Szent András napjára hívták össze, de ennek első lépése Sándor trónfosztása és Miloš Obrenović herceg visszahívása volt. Apja halála után (1860-ban) Mihailo Obrenović lépett a trónra, a miniszterelnökséget és a külügyeket pedig Ilija Garašaninra bízta. Politikájuk eredménye az volt, hogy Szerbia új alkotmányt kapott, és elérte a török csapatoknak a szerb területen levő erődökből (beleértve a Kalemegdant is) való békés kivonását (1867).
Garašanin készítette elő a balkáni nemzetek általános felkelését a török uralom ellen, és bizalmas megállapodásokat kötött a románokkal, albánokkal, bolgárokkal és görögökkel. Tervei megvalósítása azonban meghiúsult, mert 1867-ben Garašanint hirtelen elbocsátották, valószínűleg azért, mert tiltakozott Mihály és Katarina Konstantinović tervezett házassága ellen. Elbocsátása heves tiltakozást váltott ki Oroszországban, különösen Mihály fejedelem néhány hónappal későbbi meggyilkolása után (1868. június 10.). Amikor a merénylet megtörtént, azonnal Belgrádba ment, hogy tájékoztassa a minisztereket a merényletről, és intézkedéseket tegyen a rend megőrzése érdekében. Élete utolsó éveit a politikától távol, grockai birtokán töltötte.

## Fordítás
Ez a szócikk részben vagy egészben  az   Ilija Garašanin című angol Wikipédia-szócikk ezen változatának fordításán alapul.  Az eredeti cikk szerkesztőit annak laptörténete sorolja fel. Ez a jelzés csupán a megfogalmazás eredetét és a szerzői jogokat jelzi, nem szolgál a cikkben szereplő információk forrásmegjelöléseként.